# Damaeus fortisensillus
Damaeus fortisensillus är en kvalsterart som först beskrevs av Enami och Aoki 200.  Damaeus fortisensillus ingår i släktet Damaeus och familjen Damaeidae. Inga underarter finns listade i Catalogue of Life.